# Piotr Chouïski
Le prince Piotr Ivanovitch Chouïski (russe : Пётр Ива́нович Шу́йский), né vers 1520 et mort en 1564, est un soldat et homme politique russe, fils d'Ivan Vassiliévitch Chouïski (ru).

## Biographie
Piotr Chouïski entre au service du souverain en 1540. Il devient boyard en 1550. Il participe aux campagnes de Kazan de 1547-1548. Il est premier voïvode du régiment d'avant-garde (ru) en février 1547, namestnik (ru) de Pskov en 1550.
Il est premier voïvode du régiment d'avant-garde pendant la campagne de Kazan de 1550. Il fonde Sviajsk avec Aleksandr Gorbaty-Chouïski. Il est ensuite namestnik et grand voïvode de Sviajsk en 1552-1554, puis de Kazan en 1555-1557.
Il est premier voïvode du grand régiment de 1558 à 1562 pendant la guerre de Livonie et pendant la  campagne 1563 contre Polotsk, sous le commandement du prince Vladimir de Staritsa. À partir de 1563, il est namestnik de Polotsk.
Il est battu lors de la bataille de Tchachnik (ru) alors qu'il était en marche pour Orcha, le 26 janvier 1564. Démonté, il se rend à pied dans un village voisin. Selon certaines informations, reconnaissant en lui un voïvode moscovite, les paysans le dépouillent puis le noient dans un puits. Son corps est trouvé par les vainqueurs. En signe de considération, le voïvode lituanien Nicolas Radziwiłł Le Rouge rapporte ses restes à Vilno, où il est enterré avec tous les honneurs.

## Famille
- Ivan Petrovitch Chouïski (mort en 1587) ;
- Nikita Petrovitch Chouïski (mort poignardé à Moscou lors de l'incendie du 24 mai 1571).